# Martín (Baleira)
Martín (llamada oficialmente Santiago de Martín) es una parroquia y una aldea española del municipio de Baleira, en la provincia de Lugo, Galicia.

## Organización territorial
La parroquia está formada por diecisiete entidades de población:

### Entidades de población
Entidades de población que forman parte de la parroquia:
- A Cortevella
- Coroto
- Coto de Pedra
- Loureiro
- Martín
- Mendreiras
- Murias
- O Casal
- Paradela
- Salgueiras (As Salgueiras)

### Despoblados
Despoblados que forman parte de la parroquia:
- A Costa
- As Penelas
- A Xesteira
- Fórneas
- Landeira
- O Real
- San Bernadel

## Demografía

### Parroquia
| Gráfica de evolución demográfica de Martín (parroquia) entre 2000 y 2019 |
|                                                                          |
| Datos según el nomenclátor publicado por el INE.                         |

### Aldea
| Gráfica de evolución demográfica de Martín (aldea) entre 2000 y 2019 |
|                                                                      |
| Datos según el nomenclátor publicado por el INE.                     |